# Commande H2
Dans le domaine de l'automatique et de la théorie du contrôle, la synthèse H2 est une méthode qui sert à la conception de commandes optimales, imposant des contraintes sur la norme H2 d'un système dynamique (minimisation, ou imposition d'une borne supérieure). La norme H2 d'un système peut s'interpréter comme un indicateur de l'énergie de sa réponse impulsionnelle, ou comme un indicateur de l'amplification énergétique moyenne qu'il exerce en sortie par rapport à l'énergie de ses signaux d'entrée. Généralement réservée aux systèmes linéaires temps invariant, la commande H2 a néanmoins été généralisée dans des cadres non-linéaires. Tout comme pour la commande H-infini, le terme H2 provient de l'espace fonctionnel de Hardy du même nom.

## Définitions des normes H2

### Norme H2 "classique"
Si on considère la matrice de transfert {\displaystyle \mathbf {T} (s)} d'un système dynamique linéaire stable, temps-continu, qui à une entrée {\displaystyle w(s)} associe une sortie {\displaystyle z(s)=\mathbf {T} (s)w(s)}, la norme {\displaystyle {\mathcal {H}}_{2}} "classique" du système dynamique est généralement définie par, :
où {\displaystyle \mathbf {T} ^{*}(j\omega )} est la transconjuguée de la matrice de transfert évaluée en {\displaystyle j\omega }, avec {\displaystyle j} le nombre imaginaire pur, et {\displaystyle {\mbox{Tr}}(\cdot {})} l'opérateur de trace pour les matrices.
Cette norme {\displaystyle {\mathcal {H}}_{2}} "classique" est une norme pour l'espace des matrices {\displaystyle n_{z}\times n_{w}} dont les coefficients appartiennent à l'espace de Hardy {\displaystyle {\mathcal {H}}_{2}}. Il ne s'agit pas d'une norme subordonnée, car elle n'est généralement pas sous-multiplicative, ce qui la rend difficilement généralisable à des cadres non-linéaires.

### Norme H2 "généralisée"
On utilise parfois la norme dite {\displaystyle {\mathcal {H}}_{2}} "généralisée". Pour un système dynamique linéaire stable et temps-continu, cette norme est définie par,, :
où {\displaystyle \lambda _{\max }(\cdot {})} est l'opérateur qui à une matrice hermitienne associe sa valeur propre (nécessairement réelle) maximale.

Cette norme "généralisée" coïncide avec la norme "classique" dans le cas SISO. Cette fois ci, il s'agit bien d'une norme subordonnée. En effet, d'un point de vue temporel, si on considère un système linéaire stable {\displaystyle \mathbf {T} } (de condition initiale {\displaystyle x(0)=0}) comme un opérateur entre des espaces fonctionnels de Lebesgue {\displaystyle L^{2}} et {\displaystyle L^{\infty }} , qui à une entrée {\displaystyle w:[0,+\infty )\rightarrow \mathbb {R} ^{n_{w}}} dans {\displaystyle L^{2}} associe une sortie {\displaystyle z=\mathbf {T} w:[0,+\infty )\rightarrow \mathbb {R} ^{n_{z}}} dans {\displaystyle L^{\infty }}, alors la norme {\displaystyle {\mathcal {H}}_{2,gen}} du système dynamique coïncide avec le suprémum du rapport entre la norme {\displaystyle L^{\infty }} des signaux de sorties et la norme {\displaystyle L^{2}} des signaux d'entrées,,. Formellement, il s'agit de la norme d'opérateur subordonnée aux normes {\displaystyle L^{2}} et {\displaystyle L^{\infty }} des signaux.
Minimiser cet indicateur revient à minimiser le rapport entre la norme instantanée maximale de la sortie sur la racine carrée de l'énergie de l'entrée. On parle d'energy-to-peak norm en anglais. Cette définition temporelle peut alors se généraliser à des cadres non-linéaires.